# متیو دومی
متیو دومی (فرانسوی: Mathieu Demy‎؛ زادهٔ ۱۵ اکتبر ۱۹۷۲) یک هنرپیشه، تهیه‌کننده، کارگردان، و فیلم‌نامه‌نویس اهل فرانسه است.

## فیلم‌شناسی
- آرام ۲۰۰۲
- آمریکانو ۲۰۱۱
- تام بوی ۲۰۱۱